# Sounds of the Season
Sounds of the Season è un EP della cantante irlandese Enya, stampato negli USA nell'autunno del 2006 con la collaborazione della NBC. Contiene quattro brani natalizi composti dall'artista appositamente per l'occasione; un brano, Amid the Falling Snow, dall'album Amarantine e la versione in gaelico di Silent Night.

## Tracce
1. Adeste, Fideles
2. The Magic of the Night
3. We Wish You A Merry Christmas
4. Christmas Secrets
5. Amid the Falling Snow
6. Oíche Chiúin (Silent Night)